# گولدن استار
گولدن استار (انگلیسی: Golden Star) شرکت معدن بریتانیایی است، که در سال ۱۹۸۴ تأسیس شد.